# Ленардуцци, Боб
Роберт Итало (Боб) Ленардуцци (англ. Robert Italo (Bob) Lenarduzzi; 1 мая 1955, Ванкувер) — канадский футбольный защитник и тренер. Лучший игрок в истории канадского футбола. По опросу МФФИИС он занимает 19-е место среди лучших футболистов XX века в Центральной и Северной Америке и 1-е среди канадских игроков. Член зала футбольной славы MLS.
Ленардуцци начал свою карьеру в 15-летнем возрасте в молодёжном составе английского «Рединга». За основную команду «Рединга» он провёл 67 матчей и забил два гола. В 1974 году он перешёл в «Ванкувер Уайткэпс», за которой отыграл 10 сезонов. В 1978 году он стал игроком года в североамериканской лиге NASL. В 1979 году «Ванкувер» выигрывает Soccer Bowl. В 1984 году, после расформирования NASL, Ленардуцци присоединился к клубу «Такома Старз» лиги MISL, за который отыграл два сезона, а потом возвращается в Ванкувер, в команду «Vancouver 86ers», ставшую преемницей «Уайткэпс» и игравшую в чемпионате Канады.
За сборную Канады Ленардуцци сыграл 47 матчей, защищал её честь на Олимпийских играх 1984 года, где канадцы дошли до четвертьфинала, и на Чемпионате мира 1986 года.
В 1987 году Ленардуцци начал свою тренерскую карьеру, став играющим тренером «Ванкувер Эйти Сиксерс». После окончания игровой карьеры в сентябре 1988 года, Ленардуцци ещё 5 лет возглавлял «Ванкувер», как тренер и генеральный директор. Он выиграл 4 подряд чемпионата Канады. Его команда установил рекорд, не проигрывая 46 матчей, между 6 июня 1988 года и 8 августа 1989 года. За время его тренерства Ванкувер выиграл 96 матчей, проиграв 24 и сыграв вничью 28.
В 1993 году Ленардуцци возглавил сборную Канады. По результатам отборочных матчей к чемпионату мира 1994 года его команда не смогла пробиться в финальную часть турнира, также неудачным оказался и отбор на ЧМ-1998, из-за этого Ленардуцци оставил сборную в 1997 году.
В 1998 году Ленардуцци снова стал генеральным директором «86-х» из Ванкувера. В 2000 году он был назван лучшим директором высшего дивизиона Канады. В 2001 году он выдвинул предложение изменить название ванкуверского клуба с «Эйти Сиксерс» на «Уайткэпс», это изменение было поддержано.
В настоящее время Ленардуцци работает вместе с Джейсоном де Восом комментатором на Торонто Би-Би-Си.

## Награды
- Кавалер Ордена Британской Колумбии
- Член зала славы футбола Канады
- Член зала славы футбола Америки